# Joachim Bleicker
Joachim Bleicker (ur. 23 kwietnia 1958 w Wuppertalu) – niemiecki dyplomata i urzędnik konsularny.

## Życiorys
Zdał egzamin maturalny w Kassel (1977), następnie studiował prawo w Getyndze i Lozannie (1978–1984); praktykował w ONZ w Nowym Jorku; był pracownikiem naukowym w Instytucie Prawa Międzynarodowego na Uniwersytecie w Getyndze (1985–1987). 
Wstąpił do niemieckiej służby zagranicznej (1987), pełniąc następnie szereg funkcji – urzędnika delegowanego do Foreign and Commonwealth Office w Londynie (1987–1988), referenta w MSZ w Bonn (1989–1990), II sekretarza w ambasadzie w Warszawie (1990–1993), referenta w MSZ w Bonn (1993–1996), urzędnika delegowanego do Departamentu Stanu USA w Waszyngtonie (1996–1997), radcy ambasady w Waszyngtonie (1997–2000), zastępcy kierownika referatu ds. Europy Środkowo-Wschodniej i Północnej w MSZ w Berlinie (2000–2003), stałego zastępcy ambasadora w Belgradzie (2003–2005), kierownika referatu w MSZ w Berlinie (2005–2008), konsula generalnego w Gdańsku (2008–2011), ministra pełnomocnego i stałego zastępcy ambasadora w Warszawie (2011–2014), pełnomocnika MSZ ds. stosunków dwustronnych z państwami członkami Unii Europejskiej (2014–2016), ambasadora w Bratysławie (2016–2020).